# Ramadijja
Ramadijja (arab. رمادية) – wieś w Syrii, w muhafazie Aleppo, w dystrykcie Afrin. W 2004 roku liczyła 759 mieszkańców.